# Zig Zag Railway

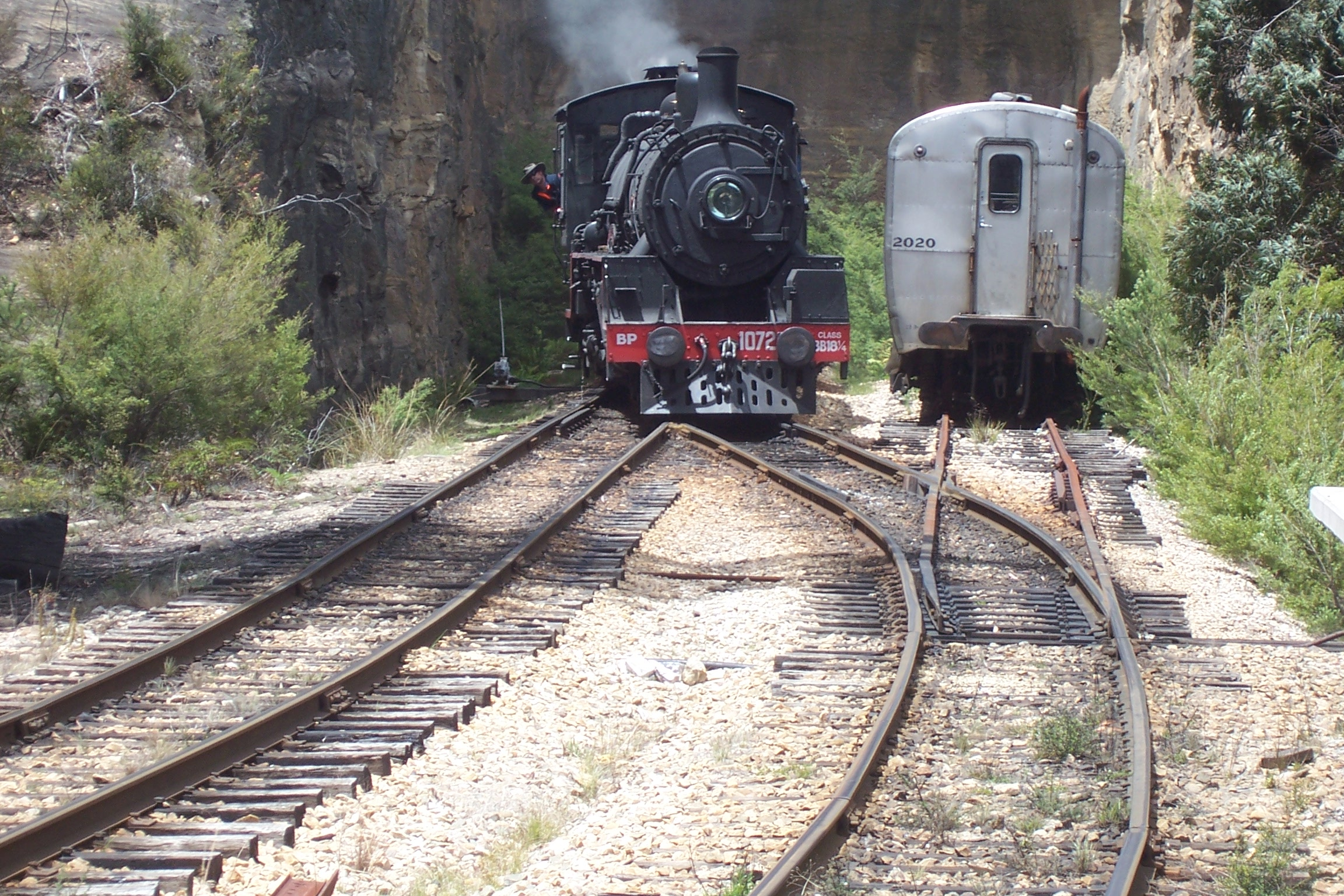
Haltestelle Top Points mit Spitzkehre

Die Zig Zag Railway war eine doppelte Spitzkehre im Zuge der Querung der Blue Mountains durch die normalspurige Transaustralische Eisenbahn. Heute wird dieser Streckenabschnitt als Museumseisenbahn betrieben.

## Geschichte
Die Spitzkehre war seit 1870 Bestandteil der transaustralischen Eisenbahn. Sie liegt in Lithgow in New South Wales, Australien, wo die Strecke von Sydney kommend, die Blue Mountains an ihrer westlichen Flanke wieder herabsteigt.
Schon beim östlichen Aufstieg in die Berge war eine Spitzkehre erforderlich, der Lapstone Zig Zag, im Bereich von Glenbrook, mit einer Steigung von 1:30 bis 1:33 (etwa 3 bis 3,3 Prozent), der 1867 eröffnet wurde. An dieser Stelle konnte die Strecke noch mit relativ wenig Erdarbeiten entlang der Geländekonturen geführt werden.

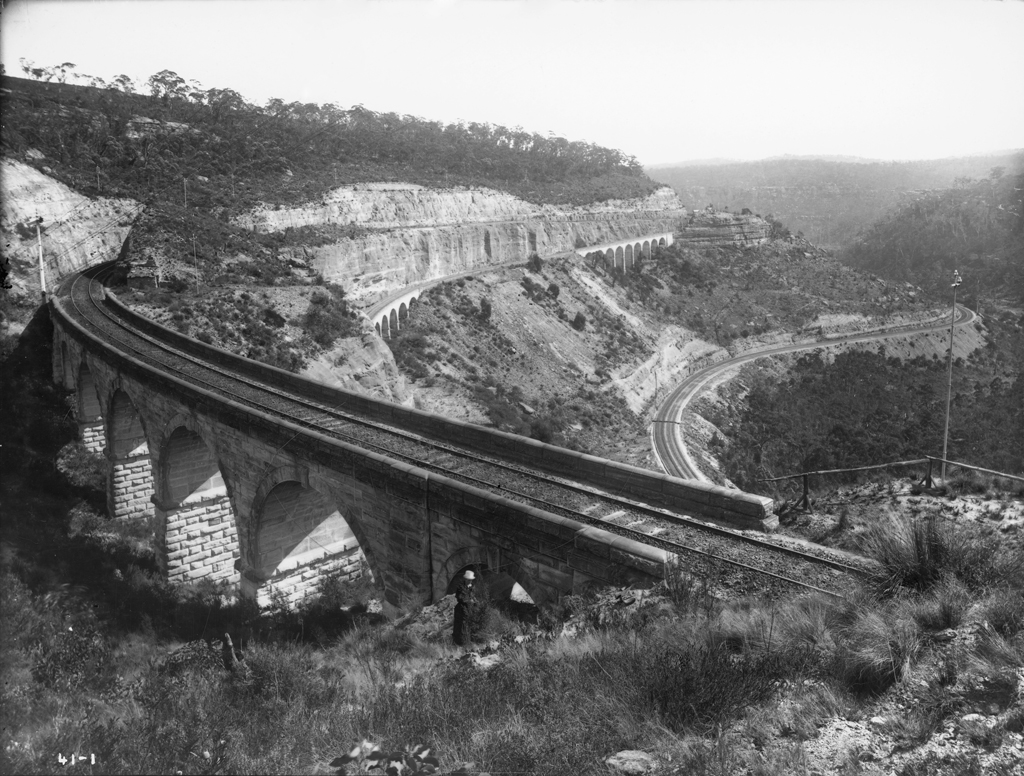
Doppelspitzkehre bei Lithgow um 1900

Im Gegensatz dazu erforderte die große Doppelspitzkehre bei Lithgow, die zwischen 1866 und 1869 errichtet wurde, einen wesentlich größeren technischen Aufwand. Der zuständige Ingenieur, John Whitton, hatte an dieser Stelle ursprünglich einen drei Kilometer langen Tunnel geplant. Das war aber jenseits der damaligen finanziellen Möglichkeiten. Die Zig Zag Railway erforderte drei große gemauerte Steinbrücken mit 10-Meter-Bögen, vier große Einschnitte und einen kurzen Tunnel.
Insgesamt muss die Bahn zwischen dem Scheitelpunkt und Lithgow knapp 170 m überwinden, bei einem Gradienten von 1:42 (etwa 2,38 Prozent). Im mittleren Abschnitt der doppelten Spitzkehre überwindet sie einen Höhenunterschied von 31 m.
Die Eröffnung fand am 19. Oktober 1869 statt. 1910 wurde die Anlage durch eine zweigleisige Strecke mit zehn Tunneln und einer Steigung von 1:90 ersetzt, weil sie betrieblich einen Flaschenhals darstellte und den wachsenden Verkehr nicht mehr bewältigen konnte. Diese Neubaustrecke ist heute noch Bestandteil der transkontinentalen Eisenbahnverbindung Sydney–Perth.

## Die Museumsbahn

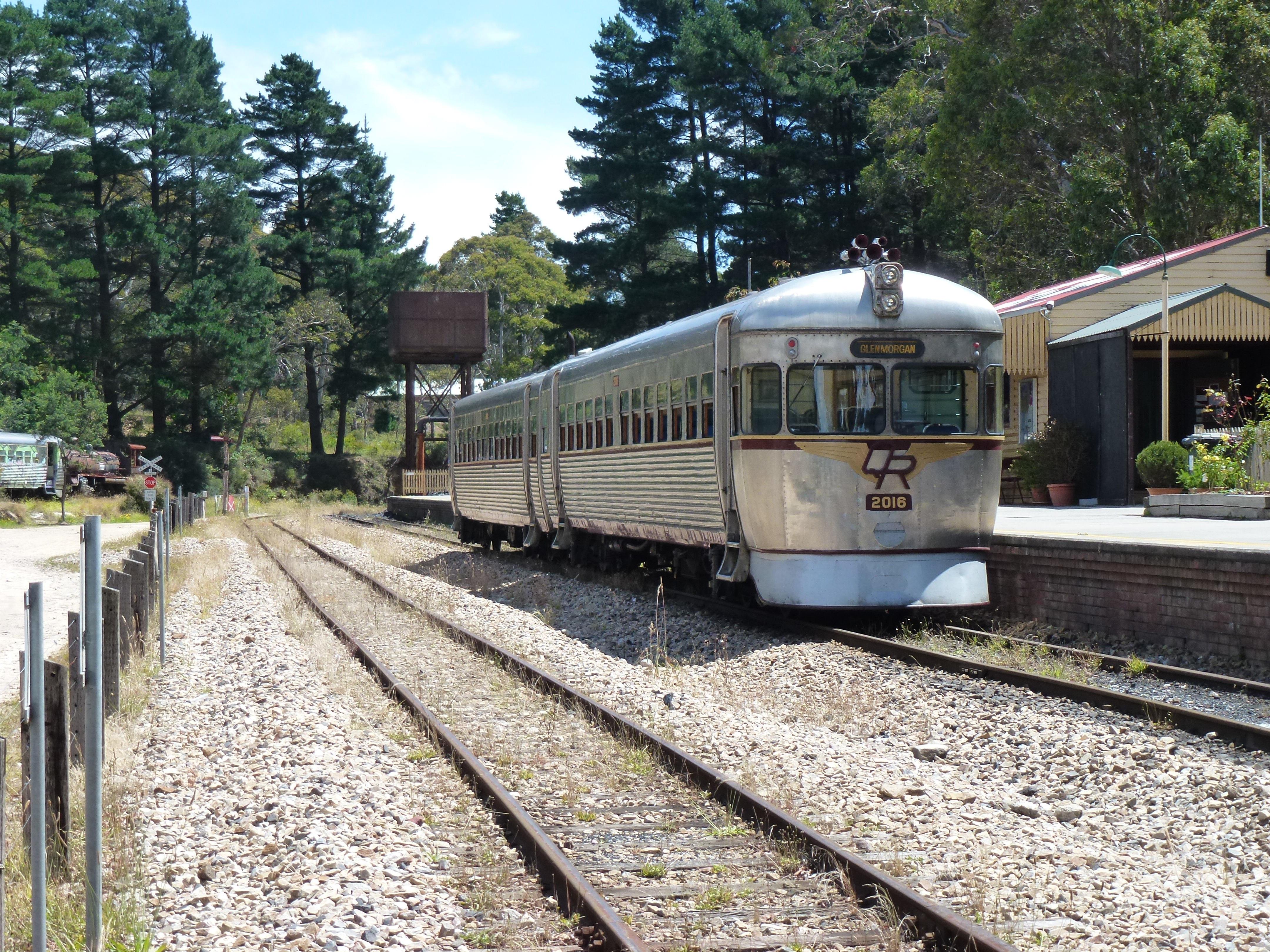
„Railmotor 2016“ am Bahnhof Clarence; dieses Fahrzeug wurde 2013 in einem Buschfeuer zerstört.

65 Jahre blieb die Strecke ohne Verkehr und diente als Wanderweg. 1975 fiel die Entscheidung, sie als Museumsbahn wieder aufzubauen – allerdings aus Kostengründen in Kapspur mit 1067 mm Spurweite. Die Fahrzeuge für den Betrieb stammen deshalb aus Queensland und South Australia.
Der Wiederaufbau erfolgt in den folgenden Etappen:
- von Bottom Points (Depot) nach Top Points
- von Top Points zum ursprünglichen Scheitelpunkt der Strecke
- vom Scheitelpunkt der Strecke nach Newnes Junction (geplant)

Die Museumsbahn wurde als Zig Zag Steam and Diesel Tourist Railway betrieben. Am 1. April 2011 kam es zu einer Kollision zwischen einem Zweiwegfahrzeug und einem QR Baureihe 2000 Dieseltriebwagen, bei dem es drei Verletzte gab. Auf Grund von verschiedenen Sicherheitsmängeln wurde der Betrieb der lokbespannten Züge im Dezember 2011 und derjenige mit Dieseltriebwagen am 17. Juni 2012 eingestellt. Der Betrieb sollte Mitte 2013 wieder aufgenommen werden, jedoch wurde im Oktober desselben Jahres Fahrzeuge, Gebäude und Telekommunikationsausrüstung von einem Buschfeuer zerstört, weiter folgten Schäden an den Gleisanlagen durch Hochwasser. Die Wiederaufbauarbeiten waren laut Facebook-Seite der Bahn im Herbst 2015 im Gange. Ein neuer Termin für die Betriebsaufnahme wurde nicht bekanntgegeben.

## Bedeutung
In einem für die UNESCO erstellten Gutachten wurde erwogen, dieses technische Kulturdenkmal in die Liste des Welterbes der Menschheit einzutragen.